# ینی‌کند (ساموخ)
ینی‌کند (به لاتین: Yenikənd، از ۱۹۲۷ تا ۱۹۳۷ قره‌یفکا Qarayevkənd) یک منطقه مسکونی در جمهوری آذربایجان است که در شهرستان ساموخ واقع شده است. ینی‌کند ۱۲۷۰ نفر جمعیت دارد.